# Chris Rodriguez Jr.
Christopher Rodriguez Jr. (McDonough, 26 settembre 2000) è un giocatore di football americano statunitense che milita nel ruolo di running back per i Washington Commanders della National Football League (NFL).

## Carriera

### Washington Commanders
Al college Rodriguez giocò a football all'Università del Kentucky. Fu scelto nel corso del sesto giro (193º assoluto) del Draft NFL 2023 dai Washington Commanders. Dopo una pre-stagione positiva in cui mantenne una media di 7,3 yard corse a possesso, riuscì ad entrare nel roster per l'inizio della stagione regolare come terzo running back nelle gerarchie della squadra. Debuttò come professionista subentrando nella gara del primo turno contro gli Arizona Cardinals correndo 3 volte per 7 yard. La sua prima stagione si chiuse con 247 yard corse e 2 touchdown in 13 presenze, nessuna delle quali come titolare.